# ضبط تبلیغاتی

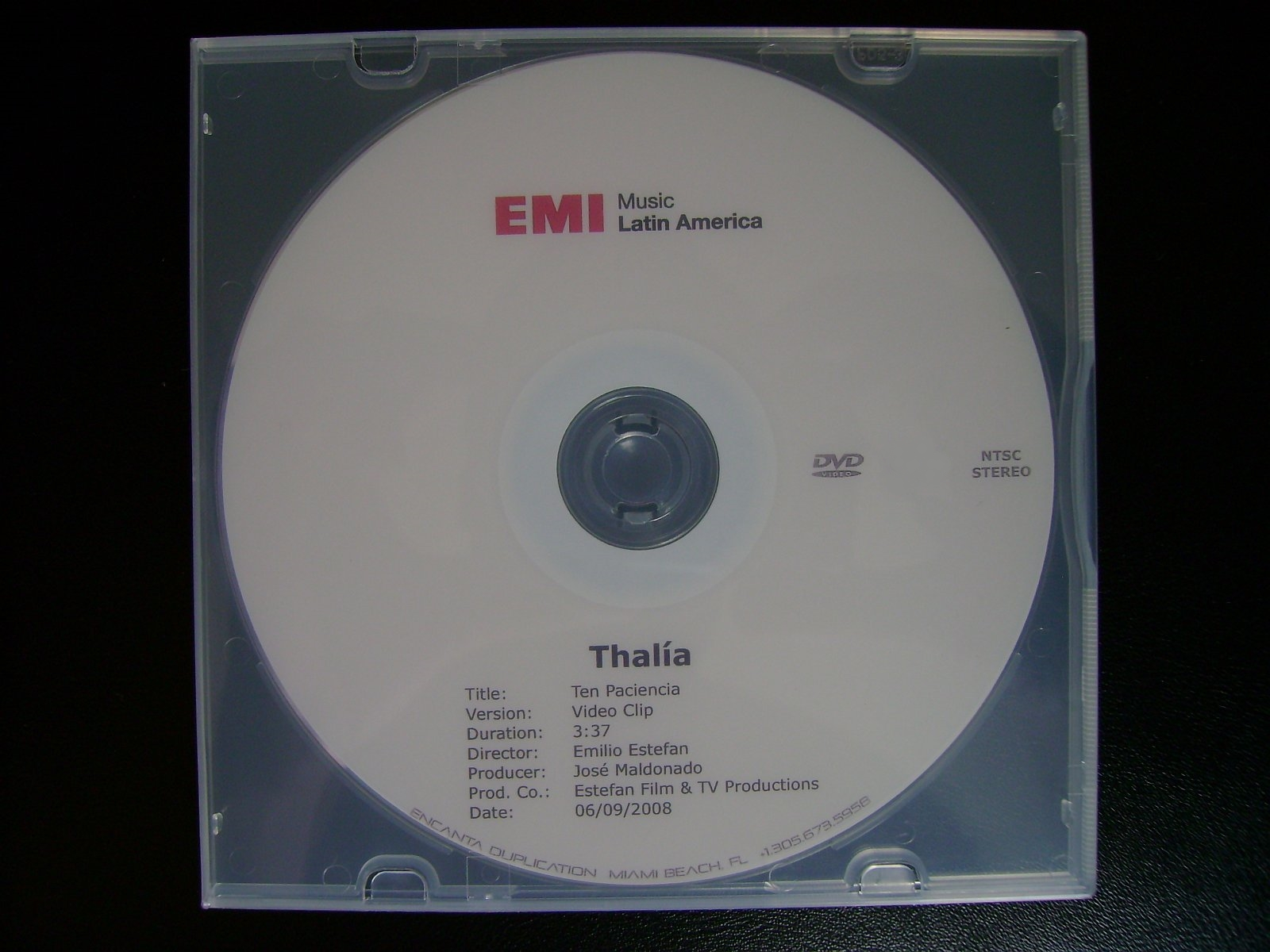
دی وی دی تبلیغاتی کلیپ ویدیویی Ten Paciencia Thalia

ضبط تبلیغاتی یا پرومو (به انگلیسی: Promotional recording, promo) صدا، ترانه یا تصویری است که عموماً به صورت رایگان در دسترس قرار می‌گیرد. این گونه آثار عموماً بعد از مدتی به صورت تجاری منتشر می‌شوند.